# Amaneció de golpe
Amaneció de golpe es una película venezolana filmada en 1998, dirigida por Carlos Azpúrua, y escrita por José Ignacio Cabrujas. 

## Argumento
El filme entrelaza varias historias teniendo como centro los eventos que se suscitaron en la noche del golpe de Estado en Venezuela en 1992. Aunque la sublevación fue controlada, al amanecer los personajes ya no eran los mismos de antes.

## Elenco
- Daniel Lugo
- Ruddy Rodríguez
- Héctor Mayerston
- Elba Escobar
- Yanis Chimaras
- Elizabeth Morales
- Vicente Tepedino
- Karl Hoffman
- Asdrúbal Meléndez

## Personajes
- Los militares comprometidos en el golpe de Estado: son quienes detonan la historia y de una u otra manera se vinculan con el drama de los demás personajes. Con la puesta en marcha de la "Operación Madriguera" anunciada por el líder del grupo militar (Gonzalo Cubero), buscaban apresar y derrocar el gobierno del Carlos Andrés Pérez, presidente para la época, lo cual no logran, pero sirven de catalizadores para las desventuras que padecen los otros protagonistas, independientemente de las clases sociales en que se hallaban.

- El triángulo amoroso: protagonizada por Paloma Guerra (Beatriz Santana), Miguel (Daniel Lugo) y su esposa Isbelia Requena (Ruddy Rodríguez). En la noche del golpe, Miguel llega a su casa acompañado de Paloma, con el fin de ponerle fin a su matrimonio. En plena disputa, estalla el golpe de Estado obligando a resguardar a Paloma en la casa de Isbelia. Ésta representa la línea histórica de un país consumido por la corrupción, mientras que su esposo refleja aquellos quienes, cansados de tanta incertidumbre política, optan por abandonar el problema en vez de enfrentarlo.

- Los amantes: Betzaida (Ruth Puebla) y su novio (Karl Hoffman) son una pareja entregada a su pasión en pleno entorno de la naturaleza. Ignorantes de lo que ocurre, se percatan de los eventos por el tiroteo en la lejanía.

- Los pobres: Dolores (Elba Escobar) y su esposo José Antonio (Asdrúbal Meléndez)son los únicos representantes del sector desposeído. Por un probable ataque de apendicitis, él se ve obligado, con la ayuda de su esposa a recorrer Caracas -en plena intentona- a fin de obtener auxilio médico, viviendo todo tipo de calamidades en el trayecto (incluyendo un asalto).

- El vecino: Patricio (Manuel Aranguiz) es un extranjero que vive en la zona residencial donde habita el Presidente, acompañado por su amante venezolana (Isabel Herrera) termina siendo asesinado por ésta en medio de los disparos. Él preocupado por sus negocios y ella por lo que pasa en su país, el golpe de Estado acabó con su fugaz romance en momentos en que Patricio le ordena callarse (!Shut up!...¡negra de mierda!) al oír las quejas de la dama. Ésta, hondamente decepcionada, le quita la vida.

- La familia clase media: Beatriz (Elizabeth Morales) regresa con sus hijos a casa de sus padres luego de un viaje a Miami, su esposo Rafael (Yanis Chimaras) es un militar de alta cúpula, comprometido con ilícitos negocios bajo el amparo de su cargo. Aníbal (Héctor Mayerston), padre de Beatriz, sufre el golpe de Estado ante la posibilidad de que, en caso de una caída del Presidente, se descubra su enriquecimiento mal habido en contratos con el gobierno.

- El cónsul: Emiliano (Gabriel Retes) es el hijo del cónsul de México, cuyos padres (José Gabriel Retes y Lucila Balzarretti) tienen que lidiar con las alteraciones psicológicas de su hijo, a quien le da por meterse con sus vecinos, proclamar sus ideales de nacionalismo latinoamericanos aun en pleno fuego cruzado entre golpistas y leales al Presidente. A la mañana siguiente, acaba siendo asesinado por Rafael, el militar de alta cúpula esposo de Beatriz.

## Premios
- En 1999, fue nominada a los premios Goya, como "Mejor Película Extranjera de Habla Hispana"
- En 1998, obtuvo el Premio Vigía en el Festival de Películas de La Habana.

## Curiosidades
En la película se incluye a la telenovela venezolana Por estas calles dentro de la programación de RCTV, siendo éste un error anacrónico, ya que la telenovela salió al aire en junio de ese año, y la película hace alusión a la noche del 3 de febrero de 1992.